# La fiesta de Blas
«La fiesta de Blas» es una canción del grupo pop español Fórmula V, publicada en 1974. Es el primer corte del álbum del mismo título. Estaría inspirada en un canto popular en los estadios de futbol de la época.

## Descripción
De tono desenfadado y juvenil, la canción, sin embargo, llegó a tener algún problema con la censura, al entenderse desde algún sector como una burla al entonces procurador en Cortes de extrema derecha Blas Piñar.
El tema presenta grandes similitudes musicales con Eva María, el gran triunfo de ventas del grupo del año anterior, y fue el último gran éxito de Fórmula V antes de su disolución. De hecho, en ambas canciones se utilizaban sintetizadores.
En 1993 el grupo Porretas publicó una canción con el mismo título.